# Tin Cup
Tin Cup es una película de 1996 de comedia romántica coescrita y dirigida por Ron Shelton, y protagonizada por Kevin Costner, y Rene Russo con Don Johnson y Cheech Marin en papeles de reparto.

## Elenco
- Kevin Costner como Roy "Tin Cup" McAvoy.
- Rene Russo como Dr. Molly Griswold.
- Don Johnson como David Simms.
- Cheech Marin como Romeo Posar.
- Linda Hart como Doreen.